# 페리알 델 보아디야역
페리알 델 보아디야 역(스페인어: Ferial del Boadilla)은 마드리드 경전철 3호선의 역이다. 마드리드 지방 보아디야델몬테 시의 비야비시오사 도로 옆에 위치해 있다. 요금구역상으로는 B2구역에 속한다.

## 역사
2007년 7월 27일 마드리드 경전철 3호선의 개통과 함께 문을 열었다.

## 환승 정보
역 주변에 버스 정류장이 두 곳 있다.
버스
- 보아디야델몬테 시내버스
  - 2, 3번 노선 (주간)
- 시외버스
  - 566, 567, 575번 노선 (주간)

경전철
| 마드리드 경전철            | 마드리드 경전철       | 마드리드 경전철                      |
| -------------------------- | --------------------- | ------------------------------------ |
| 칸타브리아 콜로니아 하르딘 | 마드리드 경전철 3호선 | 보아디야 센트로 푸에르타 데 보아디야 |